# Gerhard Königsrainer
Gerhard Königsrainer (ur. 16 marca 1968 w Merano) – włoski narciarz alpejski.

## Kariera
Po raz pierwszy na arenie międzynarodowej Gerhard Königsrainer pojawił się w 1986 roku, kiedy wystąpił na mistrzostwach świata juniorów w Bad Kleinkirchheim. W swoim jedynym starcie zajął tam dziesiąte miejsce w gigancie. W zawodach Pucharu Świata zadebiutował 23 marca 1993 roku w Oppdal, zajmując 19. miejsce w gigancie. Tym samym już w swoim debiucie wywalczył pierwsze pucharowe punkty. Nigdy nie stanął na podium zawodów pucharowych; najwyższą lokatę uzyskał 5 stycznia 1997 roku w Kranjskiej Gorze, gdzie był czwarty w gigancie. Walkę o trzecie miejsce przegrał tam o 0,15 sekundy z Norwegiem Kjetilem André Aamodtem. Najlepsze wyniki osiągał w sezonie 1993/1994, kiedy zajął 46. miejsce w klasyfikacji generalnej, a w klasyfikacji giganta był piętnasty.
W 1996 roku wystartował na mistrzostwach świata w Sierra Nevada, gdzie nie ukończył rywalizacji w gigancie. W tej samej konkurencji zajął trzynaste miejsce na rozgrywanych rok później mistrzostwach świata w Sestriere. Brał także udział w igrzyskach olimpijskich w Lillehammer w 1994 roku, gdzie w swojej koronnej konkurencji był dziesiąty. Dwukrotnie zdobywał mistrzostwo Włoch, w latach 1993 i 1997 zwyciężając w gigancie.

## Osiągnięcia

### Igrzyska olimpijskie
| Miejsce | Dzień     | Rok  | Miejscowość | Konkurencja | Czas biegu  | Strata  | Zwycięzca       |
| ------- | --------- | ---- | ----------- | ----------- | ----------- | ------- | --------------- |
| 10.     | 23 lutego | 1994 | Lillehammer | Gigant      | 2:52,46 min | +1,15 s | Markus Wasmeier |

### Mistrzostwa świata
| Miejsce | Dzień     | Rok  | Miejscowość   | Konkurencja | Czas biegu  | Strata  | Zwycięzca            |
| ------- | --------- | ---- | ------------- | ----------- | ----------- | ------- | -------------------- |
| DNF1    | 23 lutego | 1996 | Sierra Nevada | Gigant      | 1:58,63 min | -       | Alberto Tomba        |
| 13.     | 12 lutego | 1997 | Sestriere     | Gigant      | 2:48,23 min | +3,92 s | Michael von Grünigen |

### Mistrzostwa świata juniorów
| Miejsce | Dzień     | Rok  | Miejscowość        | Konkurencja | Czas biegu  | Strata  | Zwycięzca         |
| ------- | --------- | ---- | ------------------ | ----------- | ----------- | ------- | ----------------- |
| 10.     | 21 lutego | 1986 | Bad Kleinkirchheim | Gigant      | 2:24,64 min | +3,58 s | Konrad Ladstätter |

### Puchar Świata

#### Miejsca w klasyfikacji generalnej
- sezon 1992/1993: 124.
- sezon 1993/1994: 46.
- sezon 1994/1995: 103.
- sezon 1995/1996: 68.
- sezon 1996/1997: 53.
- sezon 1997/1998: 96.

#### Miejsca na podium w zawodach
Königsrainer nigdy nie stanął na podium zawodów PŚ.